# Valli Bergamasche

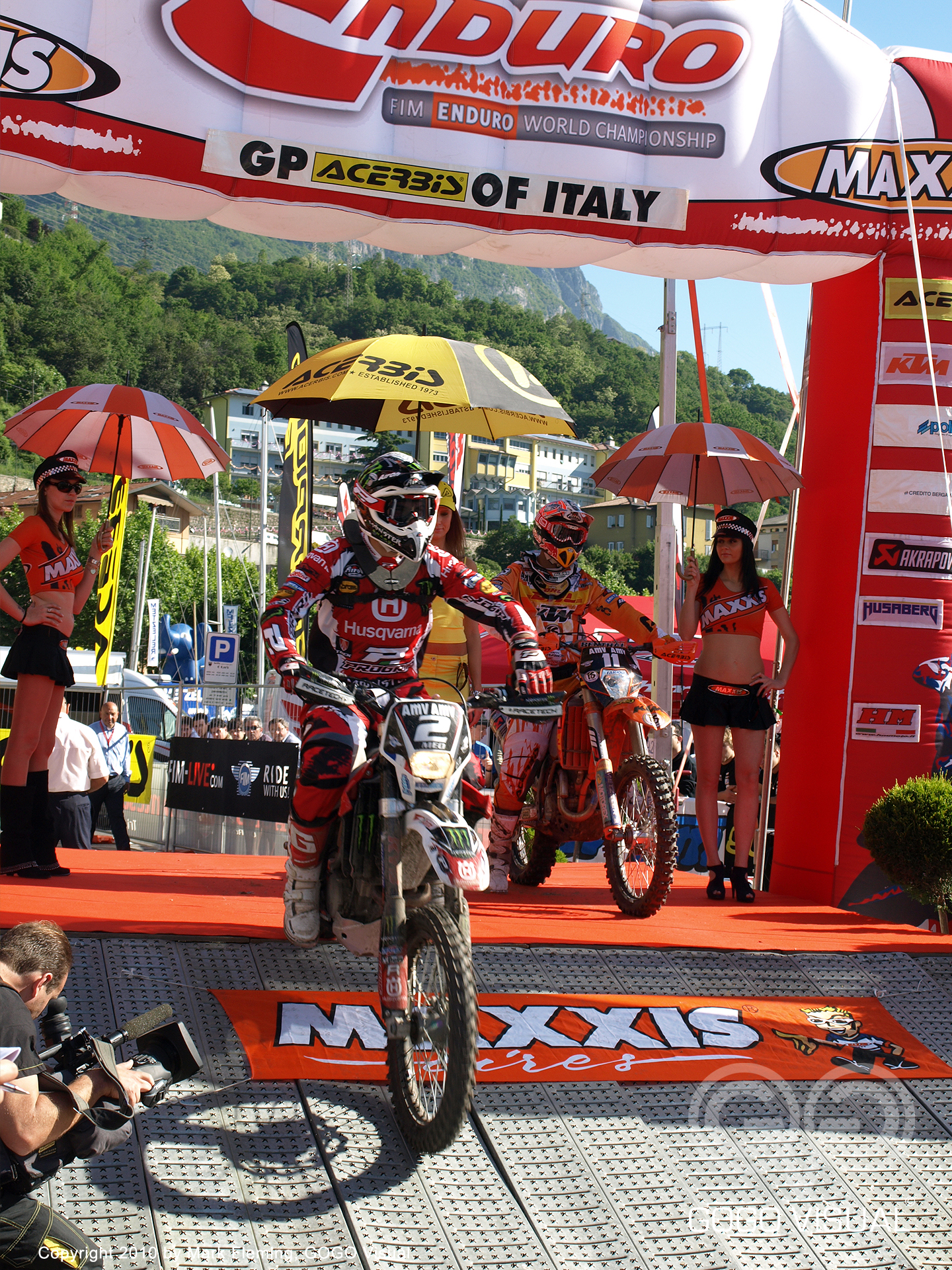
I francesi Antoine Meo (Husqvarna) e Johnny Aubert (KTM) alla partenza della 41ª Valli Bergamasche

La Valli Bergamasche, anche detta semplicemente La Valli, è una gara motociclistica di regolarità organizzata per la prima volta nel 1948.

## Storia
Ideata da Mino Baracchi, nel secondo dopoguerra, quale manifestazione estemporanea per festeggiare la nascita del Moto Club Bergamo (del quale Baracchi era presidente), divenne in pochissimi anni un appuntamento sportivo di carattere internazionale, con centinaia di iscritti e decine di migliaia di spettatori e la partecipazione in forma ufficiale delle più importanti case motociclistiche. Il nome derivò dalla contrazione dei nomi di alcune prove che già si correvano nelle stesse zone: il "Circuito motociclistico di regolarità Città di Bergamo" ed il "Circuito delle Valli Bergamasche".
I percorsi di gara e le prove speciali, appositamente studiati per mettere a durissima prova i motori, le ciclistiche e la resistenza dei piloti, le valsero la fama di gara più difficile e massacrante, nella specialità, dell'intero calendario europeo. A questo proposito, si ricorda lo svenimento per la fatica di Lino Cornago (pilota Parilla) nel 1953, mentre era in testa alla corsa (ripresosi, l'italiano concluse la prova in ventesima posizione).
Nata come prova da disputarsi su un singolo giorno, la durata della Valli venne portata prima a due giorni nel 1950, con l'inserimento della gara nel calendario del Campionato italiano Regolarità da parte della FMI e poi addirittura a tre giorni. Dal 1959 iniziò l'arrivo (e il dominio) di piloti e moto straniere che contribuirono a far sì che la Federazione Internazionale, dal 1964, inserisse la Valli nel calendario del Trofeo internazionale di Regolarità (divenuto quattro anni dopo Campionato europeo). Sempre nel '59 venne per la prima volta inserita una "speciale" di motocross. Vennero anche saltuariamente previste prove notturne, oltre a prove di accelerazione, frenata e anche salita.
Nel 1968 la gara non si disputò in quanto il moto club organizzatore si concentrò sulla preparazione della Sei Giorni Internazionale a San Pellegrino Terme. Dall'anno successivo divenne però stabilmente una delle prove del campionato europeo (verrà esclusa dal trofeo continentale solo nel 1975) e fu costretta ad adeguarsi ai nuovi regolamenti FIM: i giorni di gara scesero da 3 a 2 e venne eletto un vincitore per ogni classe anziché un vincitore assoluto. A partire dal 1994 divenne una prova del Campionato mondiale Enduro.

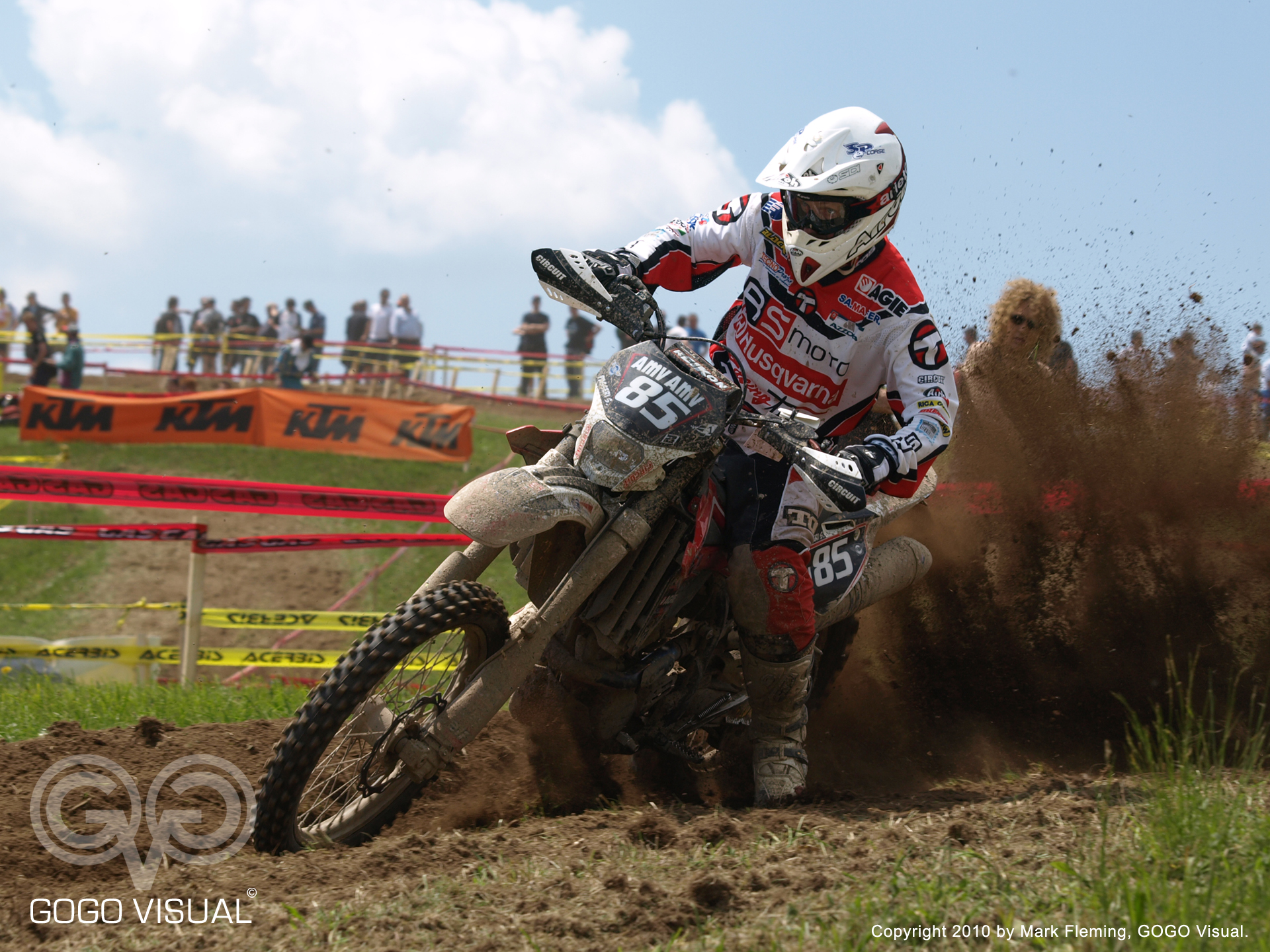
Stefano Passeri (Husqvarna, categoria E1) affronta un tratto fettucciato alla Valli del 2010

Da ricordare l'edizione del 1963 quando i piloti italiani iscritti alla gara furono solo 41, contro addirittura 114 corridori stranieri. L'edizione del 1966 fu ricordata per la facilità con cui si imposero Uhlig e Salewsky; forti di una grande superiorità tecnica e arrivati all'ultima speciale di cross entrambi a zero penalità, i due connazionali tagliarono il traguardo dell'ultima prova cronometrata tenendosi per mano e facendo così segnare lo stesso tempo. Al contrario, particolarmente dura fu la 25ª edizione, nel 1973, corsa su di un terreno proibitivo a causa della pioggia battente: solo 24 i piloti al traguardo su 273 iscritti. Quella prova fu addirittura micidiale per le piccole cilindrate, Gualtiero Brissoni fu l'unico concorrente su 32 a tagliare il traguardo nella classe 50cc. Il 1979 fu l'anno dell'unico decesso alla Valli, lo sfortunato pilota fu lo svedese Lennart Andersson che morì a causa di un incidente nonostante l'immediato soccorso di Franco Gualdi che interruppe la propria gara per aiutare l'avversario.
Negli anni cinquanta e sessanta, oltre ai trofei individuali ai piloti partecipanti, venivano assegnati anche riconoscimenti alle squadre nazionali (la vincitrice si aggiudicava il "trofeo Reggiani") e ai costruttori ("trofeo Serafini"). Dal 1986 viene saltuariamente organizzata la "Valli Bergamasche Revival", una manifestazione non competitiva aperta a moto d'epoca e ad ex piloti di età superiore ai 40 anni.

## Albo d'oro
fonti
Di seguito è riportato l'albo d'oro della manifestazione, dalla prima edizione del 1948 ad oggi. La gara ha previsto fino al 1967 una sola classifica generale (che premiava quindi un vincitore assoluto), per poi stilare classifiche per singole classi di cilindrata. Nei primi anni, le edizioni che hanno visto più di un vincitore si spiegano col fatto che le classifiche venivano compilate in base alle penalità per anticipi e ritardi e non era quindi raro, nonostante la durezza del percorso, che due piloti arrivassero con lo stesso tempo finale.
I punti di domanda "?" indicano prove sicuramente disputate, ma delle quali il vincitore è sconosciuto. Le caselle vuote indicano invece prove quasi certamente non disputate.
| ed. | ANNO | Vincitore classifica generale                                                                                   | ed. | ANNO | Vincitore classifica generale                                                                                      | ed. | ANNO | Vincitore classifica generale |
| --- | ---- | --- | --- | ---- | --- | --- | ---- | --- |
| 1.  | 1948 | Guido Benzoni Sertum 250 Bruno Berni Gilera 500 Gianni Damiani Sertum 250 Mario Ventura Sertum 250              | 2.  | 1949 | Bruno Berni Gilera 500 Massimo Masserini Innocenti Lambretta 125                                                   | 3.  | 1950 | Marcello Tura Innocenti Lambretta 125 |
| 4.  | 1951 | Massimo Masserini Innocenti Lambretta 125                                                                       | 5.  | 1952 | Bruno Romano Rumi 125                                                                                              | 6.  | 1953 | Guido Benzoni MV Agusta 150 Miro Riva Rumi 125 Dietrichs Serafini Motom 160                                                                                               |
| 7.  | 1954 | Carlo Blumer Sterzi Gran Sport 160                                                                              | 8.  | 1955 | Dario Basso Rumi 125 Sei Giorni Franco dall'Ara MI-VAL 125 Franco Saini Gilera 150V Dietrichs Serafini Gilera 150V | 9.  | 1956 | Carlo Blumer Sterzi 125 Franco dall'Ara MI-VAL 125 Luciano dall'Ara MI-VAL 125 Domenico Fenocchio Gilera 150V Gian Pietro Martinelli MI-VAL 125 Gian Franco Saini Iso 125 |
| 10. | 1957 | Franco dall'Ara MI-VAL 125                                                                                      | 11. | 1958 | Luciano dall'Ara Gilera 150V                                                                                       | 12. | 1959 | Tullio Masserini Gilera Giubileo 98 |
| 13. | 1960 | Franco dall'Ara Moto Guzzi Lodola 235 Costanzo Daminelli Moto Guzzi Lodola 235 Eberhard Graf NSU Gelandemax 250 | 14. | 1961 | Eugenio Saini Gilera Giubileo 98 Canzio Tosi Gilera Giubileo 98                                                    | 15. | 1962 | Luigi Gorini Gilera Giubileo 98 |
| 16. | 1963 | Franco dall'Ara Moto Guzzi Stornello 100                                                                        | 17. | 1964 | Klaus Kamper Zündapp 75                                                                                            | 18. | 1965 | Heinz Brinkmann Hercules 50 |
| 19. | 1966 | Werner Salewsky MZ 250 Peter Uhlig MZ 250                                                                       | 20. | 1967 | Peter Uhlig MZ ETS 250                                                                                             |     |      | |

|     |      | 50                         | 75                               | 100                         | 125                        | 175                           | 250                    | 350                             | oltre 350               | oltre 350               |
| --- | ---- | -------------------------- | -------------------------------- | --------------------------- | -------------------------- | ----------------------------- | ---------------------- | ------------------------------- | ----------------------- | ----------------------- |
| 21. | 1969 | Heinz Brinkmann Zündapp GS | Andreas Brandl Zündapp GS        | Lorenz Specht Zündapp KS    | Rolf Witthöft Puch         | Walter Leitgeb Puch           | Josef Rabas Jawa       | Kvetoslav Masita Jawa           | Erwin Schmider Jawa     | Erwin Schmider Jawa     |
| 22. | 1970 | Heinz Brinkmann Zündapp GS | Andreas Brandl Zündapp GS        | Fausto Vergani Gilera       | Lorenz Müller Puch         | Erwin Schmider Zündapp        | Frantisek Mrazek Jawa  | Zdenek Cespiva Jawa             | Fred Willamovsky MZ 400 | Fred Willamovsky MZ 400 |
| 23. | 1971 | Andreas Brandl Zündapp     | Josef Wolfgruber Zündapp         | Hans Wagner Puch            | Rolf Witthöft Zündapp      | Alessandro Gritti Moto Morini | Frank Schubert MZ ETS  | Kvetoslav Masita Jawa           | Fred Willamovsky MZ     | Fred Willamovsky MZ     |
| 24. | 1972 | Peter Neumann Zündapp      | Andreas Brandl Zündapp           | Josef Wolfgruber Zündapp    | Alessandro Gritti Puch     | Petr Vlastimil Valek Jawa     | Frank Schubert MZ ETS  | Kvetoslav Masita Jawa           | Josef Fojtik Jawa       | Josef Fojtik Jawa       |
| 25. | 1973 | Gualtiero Brissoni Gilera  | Andreas Brandl Zündapp           | Josef Wolfgruber Zündapp    | Pierluigi Rottigni SWM     | Bernardino Gualdi Puch        | Frantisek Mrazek Jawa  | Manfred Jäger MZ ETS            | Fred Willamovsky MZ     | Fred Willamovsky MZ     |
| 26. | 1974 | Gualtiero Brissoni Gilera  | Fausto Oldrati Gilera            | Josef Wolfgruber Zündapp    | Pierluigi Rottigni SWM     | Giuseppe Signorelli Gilera    | Bruno Ferrari KTM      | Augusto Taiocchi KTM            | Imerio Testori KTM      | Imerio Testori KTM      |
|     |      | 50                         | 75                               | 100                         | 125                        | 175                           | 250/350                | 250/350                         | oltre 350               | oltre 350               |
| 27. | 1975 | Pietro Gagni SWM           | Giuseppe Signorelli Puch         | Attilio Petrogalli SWM      | Pierluigi Rottigni SWM     | Franco Gualdi DKW             | Emilio Capelli KTM     | Emilio Capelli KTM              | Mario Facchinetti KTM   | Mario Facchinetti KTM   |
|     |      | 50                         | 75                               | 100                         | 125                        | 175                           | 250                    | 350                             | oltre 350               | oltre 350               |
| 28. | 1976 | Erwin Schmider Zündapp     | Lothar Schünemann Simson         | Josef Wolfgruber Zündapp    | Alessandro Gritti KTM      | Elia Andrioletti KTM          | Augusto Taiocchi KTM   | Kvetoslav Masita Jawa           | Heino Buse KTM          | Heino Buse KTM          |
|     |      | 50                         | 75                               | 100                         | 125                        | 175                           | 250                    | 350                             | 500                     | 500                     |
| 29. | 1977 | Erwin Schmider Zündapp     | Steffen Mauersberger Simson      | Jürgen Grisse Zündapp       | Harald Strossenreuther KTM | Elia Andrioletti KTM          | Alessandro Gritti KTM  | Giampaolo Marinoni DKW-Hercules | Augusto Taiocchi KTM    | Augusto Taiocchi KTM    |
|     |      | 50                         | 75                               | 100                         | 125                        | 175                           | 250                    | 350                             | 500                     | oltre 500               |
| 30. | 1978 | Gianni Tomasi Fantic Motor | Osvaldo Scaburri Puch            | Erwin Schmider Zündapp      | Harald Strossenreuther KTM | Franco Gualdi Sachs           | Gualtiero Brissoni SWM | Elia Andrioletti KTM            | Gianangelo Croci KTM    | Roberto Capelli KTM     |
| 31. | 1979 | Pietro Gagni Fantic Motor  | Giuseppe Signorelli Fantic Motor | Eddy Hau Zündapp            | Gualtiero Brissoni SWM     | Andrea Marinoni SWM           | Franco Gualdi SWM      | Harald Sturm MZ                 | Gianangelo Croci KTM    |                         |
| 32. | 1980 | Gianni Tomasi Fantic Motor | Angelo Signorelli Fantic Motor   | Walter Bettoni Fantic Motor | Elia Andrioletti KTM       | Klaus-Bernd Kreutz Zündapp    | Andrea Marinoni SWM    | Augusto Taiocchi KTM            | Guglielmo Andreini SWM  |                         |

|             |                   | 80                     | 125                       | 175                            | 250                            | 500                            | 4 tempi                    | 4 tempi                     |
| ----------- | ----------------- | ---------------------- | ------------------------- | ------------------------------ | ------------------------------ | ------------------------------ | -------------------------- | --------------------------- |
| 33.         | 1982 1º giorno    | Pietro Gagni Zündapp   | ?                         | Klaus-Bernd Kreutz Zündapp     | Andrea Marinoni KTM            | Guglielmo Andreini Maico       | Augusto Taiocchi KTM-Rotax | Augusto Taiocchi KTM-Rotax  |
| 33.         | 1982 2º giorno    | Pietro Gagni Zündapp   | Edi Orioli Frigerio-Rotax | Klaus-Bernd Kreutz Zündapp     | Andrea Marinoni KTM            | Guglielmo Andreini Maico       | Augusto Taiocchi KTM-Rotax | Augusto Taiocchi KTM-Rotax  |
|             |                   | 80                     | 125                       | 250                            | 250                            | 500                            | 4 tempi                    | 4 tempi                     |
| 34.         | 1984              | M. Milani AIM          | Giorgio Grasso Kram-it    | Franco Gualdi Kram-it          | Franco Gualdi Kram-it          | Jens Scheffler MZ              | Guglielmo Andreini Honda   | Guglielmo Andreini Honda    |
|             |                   | 80                     | 125                       | 250                            | 250                            | 500                            | 350 4 tempi                | oltre 350 4 tempi           |
| 35.         | 1988 1º giorno    | Gianmarco Rossi TM     | Angelo Signorelli KTM     | Tullio Pellegrinelli Husqvarna | Tullio Pellegrinelli Husqvarna | Sven Erik Jonsson Husqvarna    | Franco Gualdi Cagiva       | Bill Andersson Husqvarna    |
| 35.         | 1988 2º giorno    | Gianmarco Rossi TM     | Angelo Signorelli KTM     | Kent Karlsson Husqvarna        | Kent Karlsson Husqvarna        | Giorgio Grasso KTM             | Franco Gualdi Cagiva       | Gianangelo Croci KTM        |
|             |                   | CAMPIONATO EUROPEO     | CAMPIONATO EUROPEO        |                                | CAMPIONATO MONDIALE            | CAMPIONATO MONDIALE            | CAMPIONATO MONDIALE        | CAMPIONATO MONDIALE         |
| 125 2 tempi | oltre 175 2 tempi | 125 2 tempi            | oltre 175 2 tempi         | 350 4 tempi                    | oltre 500 4 tempi              |                                |                            |                             |
| 36.         | 1994 1º giorno    | Marc Puigdemont GasGas | Giuseppe Gallino Honda    |                                | Giorgio Grasso Yamaha          | Tullio Pellegrinelli Husqvarna | Arnaldo Nicoli Husqvarna   | Fabio Farioli KTM           |
| 36.         | 1994 2º giorno    | Fabio Benzoni TM       | Giuseppe Gallino Honda    |                                | Giorgio Grasso Yamaha          | Giovanni Sala KTM              | Mario Rinaldi KTM          | Katrinak Jaroslav Husqvarna |

|     |                | 125 2 tempi              | 250 4 tempi              | 250 2 tempi               | 400 4 tempi            | 500 4 tempi                | Assoluto                   |
| --- | -------------- | ------------------------ | ------------------------ | ------------------------- | ---------------------- | -------------------------- | -------------------------- |
| 37. | 1999 1º giorno | Fausto Scovolo Yamaha    | Gianmarco Rossi Honda    | Stefan Merriman Husqvarna | Mario Rinaldi KTM      | Kari Tiainen KTM           | Stefan Merriman Husqvarna  |
| 37. | 1999 2º giorno | Juha Salminen KTM        | Arnaldo Nicoli Husaberg  | Stefan Merriman Husqvarna | Giovanni Sala KTM      | Kari Tiainen KTM           | Stefan Merriman Husqvarna  |
| 38. | 2002 1º giorno | Richard Larsson TM       | Peter Bergvall Yamaha    | Samuli Aro Husqvarna      | Juha Salminen KTM      | Anders Eriksson Husqvarna  | Juha Salminen KTM          |
| 38. | 2002 2º giorno | Petteri Silvan Husqvarna | Peter Bergvall Yamaha    | Samuli Aro Husqvarna      | Juha Salminen KTM      | Anders Eriksson Husqvarna  | Juha Salminen KTM          |
|     |                | E I                      | E I                      | E II                      | E II                   | E III                      | E III                      |
| 39. | 2005 1º giorno | Alessandro Belometti KTM | Alessandro Belometti KTM | Stefan Merriman Yamaha    | Stefan Merriman Yamaha | David Knight KTM           | David Knight KTM           |
| 39. | 2005 2º giorno | Simone Albergoni Honda   | Simone Albergoni Honda   | Samuli Aro KTM            | Samuli Aro KTM         | David Knight KTM           | David Knight KTM           |
| 40. | 2006 1º giorno | Iván Cervantes KTM       | Iván Cervantes KTM       | Samuli Aro KTM            | Samuli Aro KTM         | David Knight KTM           | David Knight KTM           |
| 40. | 2006 2º giorno | Iván Cervantes KTM       | Iván Cervantes KTM       | Samuli Aro KTM            | Samuli Aro KTM         | David Knight KTM           | David Knight KTM           |
| 41. | 2010 1º giorno | Antoine Meo Husqvarna    | Antoine Meo Husqvarna    | Mika Ahola HM-Honda       | Mika Ahola HM-Honda    | Christophe Nambotin GasGas | Christophe Nambotin GasGas |
| 41. | 2010 2º giorno | Antoine Meo Husqvarna    | Antoine Meo Husqvarna    | Mika Ahola HM-Honda       | Mika Ahola HM-Honda    | David Knight KTM           | David Knight KTM           |

### Albo d'oro junior
In alcune edizioni è stato assegnato un trofeo junior (dal 2005 i vincitori coincidono con quelli della gara valida per il mondiale di enduro junior organizzato dalla FIM. I vincitori conosciuti sono riportati nella tabella qui sotto.
|                | 50                        | 75                        | 100                         | 125                       | 175                   | 250                   | 500                   | 4 tempi                     |
| -------------- | ------------------------- | ------------------------- | --------------------------- | ------------------------- | --------------------- | --------------------- | --------------------- | --------------------------- |
| 1979           | Dario Salvi Zündapp       | Luca Benedetti Puch       | Giorgio Poloni Fantic Motor | Luigi Rocca Aprilia       | Roul Trussardi KTM    | Claudio D'Agnolo SWM  | P. Colombi Puch       |                             |
| 1980           |                           | ?                         |                             | Renato Pegurri KTM        |                       | Bruno Rossi KTM       | Guido Merusi KTM      |                             |
| 1982 1º giorno |                           |                           |                             |                           | Danilo Monti KTM      |                       |                       | Bruno Birbes Frigerio-Rotax |
| 1982 2º giorno |                           |                           |                             |                           | Danilo Monti KTM      |                       |                       | Bruno Birbes Frigerio-Rotax |
| 1984           |                           |                           |                             |                           |                       | Arnaldo Nicoli KTM    | Roberto Vismara KTM   |                             |
|                | CATEGORIA UNICA           |                           |                             |                           |                       |                       |                       |                             |
| 1º giorno      | 1º giorno                 | 1º giorno                 | 1º giorno                   | 2º giorno                 | 2º giorno             | 2º giorno             | 2º giorno             |                             |
| 2005           | Paolo Bernardi Honda      | Paolo Bernardi Honda      | Paolo Bernardi Honda        | Paolo Bernardi Honda      | Jacob Stapleton TM    | Jacob Stapleton TM    | Jacob Stapleton TM    | Jacob Stapleton TM          |
| 2006           | Joakim Ljunggren Husaberg | Joakim Ljunggren Husaberg | Joakim Ljunggren Husaberg   | Joakim Ljunggren Husaberg | Jacob Stapleton TM    | Jacob Stapleton TM    | Jacob Stapleton TM    | Jacob Stapleton TM          |
| 2010           | Lorenzo Santolino KTM     | Lorenzo Santolino KTM     | Lorenzo Santolino KTM       | Lorenzo Santolino KTM     | Lorenzo Santolino KTM | Lorenzo Santolino KTM | Lorenzo Santolino KTM | Lorenzo Santolino KTM       |